# Saison 2019-2020 des Bulls de Chicago
La saison 2019-2020 des Bulls de Chicago est la 54e saison de la franchise en National Basketball Association (NBA).
La saison a été suspendue par les officiels de la ligue après les matchs du 11 mars  après l'annonce que Rudy Gobert était positif au COVID-19. Le 12 mars 2020, le président de la ligue Adam Silver annonce que le championnat est arrêté pour "au moins 30 jours".
À l'annonce de la reprise de la compétition de la NBA, pour le 31 juillet, la franchise n'a pas été retenue afin de participer à la fin de saison. Elle garde donc les statistiques et le bilan en date du 12 mars 2020.
À l'issue de la saison régulière, Jim Boylen est limogé de son poste d'entraîneur.

## Draft
| Tour | Choix | Joueur         | Poste | Nationalité | Provenance                       |
| ---- | ----- | -------------- | ----- | ----------- | -------------------------------- |
| 1    | 7     | Coby White     | PG    | États-Unis  | Tar Heels de la Caroline du Nord |
| 2    | 38    | Daniel Gafford | C     | États-Unis  | Razorbacks de l'Arkansas         |

## Matchs

### Summer League
| Summer League Total: 2-3 |

| Match | Date match | Équipe           | Score    | Meilleur marqueur   | Meilleur rebondeur      | Meilleur passeur   | Lieux Spectateurs    | Série |
| ----- | ---------- | ---------------- | -------- | ------------------- | ----------------------- | ------------------ | -------------------- | ----- |
| 1     | 5 juillet  | L.A. Lakers      | V 96-76  | Daniel Gafford (21) | Daniel Gafford (10)     | Walt Lemon Jr. (5) | Thomas & Mack Center | 1 - 0 |
| 2     | 7 juillet  | Cleveland        | D 75-82  | Mychal Mulder (19)  | Daniel Gafford (8)      | Coby White (5)     | Thomas & Mack Center | 1 - 1 |
| 3     | 8 juillet  | Nouvelle-Orléans | D 72-109 | Coby White (25)     | Daniel Gafford (8)      | Coby White (3)     | Thomas & Mack Center | 1 - 2 |
| 4     | 10 juillet | Charlotte        | V 75-72  | Daniel Gafford (20) | Daniel Gafford (10)     | Coby White (5)     | Cox Pavilion         | 2 - 2 |
| 5     | 13 juillet | Orlando          | D 73-85  | Daniel Gafford (14) | Chandler Hutchison (10) | Coby White (8)     | Cox Pavilion         | 2 - 3 |

### Pré-saison
| Pré-saison Total: 2-3 (Domicile : 1-2; Extérieur : 1-1) |

| Match | Date match | Équipe           | Score     | Meilleur marqueur | Meilleur rebondeur   | Meilleur passeur            | Lieux                   | Série |
| ----- | ---------- | ---------------- | --------- | ----------------- | -------------------- | --------------------------- | ----------------------- | ----- |
| 1     | 7 octobre  | Milwaukee        | D 112-122 | Zach LaVine (16)  | Tomáš Satoranský (7) | Zach LaVine (5)             | United Center           | 0 - 1 |
| 2     | 9 octobre  | Nouvelle-Orléans | D 125-127 | Zach LaVine (28)  | Otto Porter (7)      | Porter, Satoranský (8)      | United Center           | 0 - 2 |
| 3     | 11 octobre | @ Indiana        | D 87-105  | Coby White (24)   | Coby White (8)       | Ryan Arcidiacono (4)        | Bankers Life Fieldhouse | 0 - 3 |
| 4     | 13 octobre | @ Toronto        | V 105-91  | Zach LaVine (26)  | Lauri Markkanen (13) | Quatre joueurs (4)          | Scotiabank Arena        | 1 - 3 |
| 5     | 17 octobre | Atlanta          | V 111-93  | Coby White (29)   | Lauri Markkanen (11) | Arcidiacono, Satoranský (4) | United Center           | 2 - 3 |

### Saison régulière
| Saison régulière Total: 22-43 (Domicile : 15-20; Extérieur : 7-23) |

| Match | Date match | Équipe      | Score     | Meilleur marqueur       | Meilleur rebondeur      | Meilleur passeur     | Lieux                      | Série |
| ----- | ---------- | ----------- | --------- | ----------------------- | ----------------------- | -------------------- | -------------------------- | ----- |
| 1     | 23 octobre | @ Charlotte | D 125-126 | Lauri Markkanen (34)    | Lauri Markkanen (17)    | LaVine, White (7)    | Spectrum Center            | 0 - 1 |
| 2     | 25 octobre | @ Memphis   | V 110-102 | Zach LaVine (37)        | Lauri Markkanen (11)    | Dunn, LaVine (4)     | FedExForum                 | 1 - 1 |
| 3     | 26 octobre | Toronto     | D 84-108  | Wendell Carter Jr. (12) | Wendell Carter Jr. (11) | Trois joueurs (4)    | United Center              | 1 - 2 |
| 4     | 28 octobre | @ New York  | D 98-105  | Zach LaVine (21)        | Wendell Carter Jr. (10) | Tomáš Satoranský (5) | Madison Square Garden      | 1 - 3 |
| 5     | 30 octobre | @ Cleveland | D 111-117 | LaVine, Markkanen (16)  | Carter, Markkanen (8)   | Tomáš Satoranský (8) | Rocket Mortgage FieldHouse | 1 - 4 |

| Match | Date match   | Équipe         | Score     | Meilleur marqueur     | Meilleur rebondeur      | Meilleur passeur       | Lieux                   | Série  |
| ----- | ------------ | -------------- | --------- | --------------------- | ----------------------- | ---------------------- | ----------------------- | ------ |
| 6     | 1er novembre | Détroit        | V 112-106 | Zach LaVine (26)      | Wendell Carter Jr. (11) | Tomáš Satoranský (6)   | United Center           | 2 - 4  |
| 7     | 3 novembre   | @ Indiana      | D 95-108  | Zach LaVine (21)      | Wendell Carter Jr. (10) | Tomáš Satoranský (9)   | Bankers Life Fieldhouse | 2 - 5  |
| 8     | 5 novembre   | L.A. Lakers    | D 112-118 | Zach LaVine (26)      | Wendell Carter Jr. (11) | Zach LaVine (7)        | United Center           | 2 - 6  |
| 9     | 6 novembre   | @ Atlanta      | V 113-93  | Tomáš Satoranský (27) | Zach LaVine (8)         | Tomáš Satoranský (8)   | State Farm Arena        | 3 - 6  |
| 10    | 9 novembre   | Houston        | D 94-117  | Quatre joueurs (13)   | Wendell Carter Jr. (16) | Zach LaVine (5)        | United Center           | 3 - 7  |
| 11    | 12 novembre  | New York       | V 120-102 | Coby White (27)       | Wendell Carter Jr. (12) | Ryan Arcidiacono (8)   | United Center           | 4 - 7  |
| 12    | 14 novembre  | @ Milwaukee    | D 115-124 | Coby White (26)       | Lauri Markkanen (8)     | Zach LaVine (7)        | Fiserv Forum            | 4 - 8  |
| 13    | 16 novembre  | Brooklyn       | D 111-117 | Zach LaVine (36)      | Wendell Carter Jr. (14) | Coby White (3)         | United Center           | 4 - 9  |
| 14    | 18 novembre  | Milwaukee      | D 101-115 | Daniel Gafford (21)   | Trois joueurs (8)       | Kris Dunn (9)          | United Center           | 4 - 10 |
| 15    | 20 novembre  | Détroit        | V 109-89  | Lauri Markkanen (24)  | Wendell Carter Jr. (15) | Tomáš Satoranský (7)   | United Center           | 5 - 10 |
| 16    | 22 novembre  | Miami          | D 108-116 | Zach LaVine (15)      | Thaddeus Young (8)      | Dunn, Satoranský (5)   | United Center           | 5 - 11 |
| 17    | 23 novembre  | @ Charlotte    | V 116-115 | Zach LaVine (49)      | Wendell Carter Jr. (11) | Tomáš Satoranský (8)   | Spectrum Center         | 6 - 11 |
| 18    | 25 novembre  | Portland       | D 94-117  | Zach LaVine (18)      | Wendell Carter Jr. (9)  | LaVine, Satoranský (5) | United Center           | 6 - 12 |
| 19    | 27 novembre  | @ Golden State | D 90-104  | Zach LaVine (36)      | Wendell Carter Jr. (9)  | Tomáš Satoranský (7)   | Chase Center            | 6 - 13 |
| 20    | 29 novembre  | @ Portland     | D 103-107 | Zach LaVine (28)      | Carter, Young (9)       | Tomáš Satoranský (8)   | Moda Center             | 6 - 14 |

| Match | Date match  | Équipe          | Score          | Meilleur marqueur        | Meilleur rebondeur      | Meilleur passeur       | Lieux                   | Série   |
| ----- | ----------- | --------------- | -------------- | ------------------------ | ----------------------- | ---------------------- | ----------------------- | ------- |
| 21    | 2 décembre  | @ Sacramento    | V 113-106      | Zach LaVine (28)         | Wendell Carter Jr. (10) | Tomáš Satoranský (5)   | Golden 1 Center         | 7 - 14  |
| 22    | 4 décembre  | Memphis         | V 106-99       | Zach LaVine (25)         | Wendell Carter Jr. (13) | Tomáš Satoranský (8)   | United Center           | 8 - 14  |
| 23    | 6 décembre  | Golden State    | D 98-100       | Zach LaVine (22)         | Wendell Carter Jr. (12) | Zach LaVine (6)        | United Center           | 8 - 15  |
| 24    | 8 décembre  | @ Miami         | D 105-110 (OT) | Lauri Markkanen (22)     | Wendell Carter Jr. (10) | Coby White (8)         | American Airlines Arena | 8 - 16  |
| 25    | 9 décembre  | Toronto         | D 92-93        | Zach LaVine (20)         | Zach LaVine (11)        | Tomáš Satoranský (11)  | United Center           | 8 - 17  |
| 26    | 11 décembre | Atlanta         | V 136-102      | Zach LaVine (35)         | Wendell Carter Jr. (10) | Thaddeus Young (6)     | United Center           | 9 - 17  |
| 27    | 13 décembre | Charlotte       | D 73-83        | Arcidiacono, LaVine (12) | Wendell Carter Jr. (11) | Trois joueurs (3)      | United Center           | 9 - 18  |
| 28    | 14 décembre | L.A. Clippers   | V 109-106      | Zach LaVine (31)         | Lauri Markkanen (17)    | Tomáš Satoranský (5)   | United Center           | 10 - 18 |
| 29    | 16 décembre | @ Oklahoma City | D 106-109      | Zach LaVine (39)         | Wendell Carter Jr. (9)  | Tomáš Satoranský (6)   | Chesapeake Energy Arena | 10 - 19 |
| 30    | 18 décembre | @ Washington    | V 110-109 (OT) | Lauri Markkanen (31)     | Trois joueurs (9)       | Tomáš Satoranský (6)   | Capital One Arena       | 11 - 19 |
| 31    | 21 décembre | @ Détroit       | V 119-107      | Zach LaVine (33)         | Wendell Carter Jr. (12) | LaVine, Satoranský (5) | Little Caesars Arena    | 12 - 19 |
| 32    | 23 décembre | @ Orlando       | D 95-103       | Zach LaVine (26)         | Wendell Carter Jr. (10) | Kris Dunn (6)          | Amway Center            | 12 - 20 |
| 33    | 28 décembre | Atlanta         | V 116-81       | Lauri Markkanen (25)     | Carter, Satoranský (8)  | Tomáš Satoranský (6)   | United Center           | 13 - 20 |
| 34    | 30 décembre | Milwaukee       | D 102-123      | Zach LaVine (19)         | Wendell Carter Jr. (11) | Tomáš Satoranský (7)   | United Center           | 13 - 21 |

| Match | Date match | Équipe                | Score          | Meilleur marqueur       | Meilleur rebondeur      | Meilleur passeur       | Lieux                      | Série   |
| ----- | ---------- | --------------------- | -------------- | ----------------------- | ----------------------- | ---------------------- | -------------------------- | ------- |
| 35    | 2 janvier  | Utah                  | D 98-102       | Zach LaVine (26)        | Wendell Carter Jr. (13) | Zach LaVine (5)        | United Center              | 13 - 22 |
| 36    | 4 janvier  | Boston                | D 104-111      | Zach LaVine (35)        | Wendell Carter Jr. (14) | Kris Dunn (7)          | United Center              | 13 - 23 |
| 37    | 6 janvier  | @ Dallas              | D 110-118      | Lauri Markkanen (26)    | Markkanen, Young (9)    | Tomáš Satoranský (14)  | American Airlines Center   | 13 - 24 |
| 38    | 8 janvier  | @ La Nouvelle-Orléans | D 108-123      | Zach LaVine (32)        | White, Young (6)        | Kris Dunn (7)          | Smoothie King Center       | 13 - 25 |
| 39    | 10 janvier | Indiana               | D 105-116      | Zach LaVine (43)        | Thaddeus Young (9)      | Lauri Markkanen (4)    | United Center              | 13 - 26 |
| 40    | 11 janvier | @ Détroit             | D 108-99       | Zach LaVine (25)        | Gafford, Markkanen (7)  | Zach LaVine (6)        | Little Caesars Arena       | 14 - 26 |
| 41    | 13 janvier | @ Boston              | D 101-113      | Zach LaVine (30)        | Lauri Markkanen (6)     | Tomáš Satoranský (7)   | TD Garden                  | 14 - 27 |
| 42    | 15 janvier | Washington            | V 115-106      | Zach LaVine (30)        | Markkanen, Young (8)    | Dunn, LaVine (7)       | United Center              | 15 - 27 |
| 43    | 17 janvier | @ Philadelphie        | D 89-100       | Zach LaVine (23)        | Zach LaVine (7)         | Tomáš Satoranský (6)   | Wells Fargo Center         | 15 - 28 |
| 44    | 18 janvier | Cleveland             | V 118-116      | Zach LaVine (42)        | Zach LaVine (6)         | Tomáš Satoranský (8)   | United Center              | 16 - 28 |
| 45    | 20 janvier | @ Milwaukee           | D 98-111       | Zach LaVine (24)        | Lauri Markkanen (8)     | Tomáš Satoranský (4)   | Fiserv Forum               | 16 - 29 |
| 46    | 22 janvier | Minnesota             | V 117-110      | Zach LaVine (25)        | Cristiano Felício (10)  | Tomáš Satoranský (5)   | United Center              | 17 - 29 |
| 47    | 24 janvier | Sacramento            | D 81-98        | Zach LaVine (21)        | Cristiano Felício (9)   | Kris Dunn (6)          | United Center              | 17 - 30 |
| 48    | 25 janvier | @ Cleveland           | V 118-106      | Zach LaVine (44)        | Zach LaVine (10)        | Zach LaVine (8)        | Rocket Mortgage FieldHouse | 18 - 30 |
| 49    | 27 janvier | San Antonio           | V 110-109      | Zach LaVine (23)        | Kornet, Young (9)       | Kris Dunn (8)          | United Center              | 19 - 30 |
| 50    | 29 janvier | @ Indiana             | D 106-115 (OT) | Chandler Hutchison (21) | Cristiano Felício (8)   | Zach LaVine (9)        | Bankers Life Fieldhouse    | 19 - 31 |
| 51    | 31 janvier | @ Brooklyn            | D 118-133      | Zach LaVine (22)        | Chandler Hutchison (9)  | LaVine, Satoranský (8) | Barclays Center            | 19 - 32 |

| Match                  | Date match | Équipe              | Score     | Meilleur marqueur   | Meilleur rebondeur      | Meilleur passeur       | Lieux                 | Série   |
| ---------------------- | ---------- | ------------------- | --------- | ------------------- | ----------------------- | ---------------------- | --------------------- | ------- |
| 52                     | 2 février  | @ Toronto           | D 102-129 | Thaddeus Young (21) | LaVine, Young (7)       | Zach LaVine (7)        | Scotiabank Arena      | 19 - 33 |
| 53                     | 6 février  | La Nouvelle-Orléans | D 119-125 | Zach LaVine (22)    | Chandler Hutchison (8)  | Coby White (9)         | United Center         | 19 - 34 |
| 54                     | 9 février  | @ Philadelphie      | D 111-118 | Zach LaVine (32)    | Thaddeus Young (10)     | Zach LaVine (8)        | Wells Fargo Center    | 19 - 35 |
| 55                     | 11 février | @ Washington        | D 114-126 | Zach LaVine (41)    | Zach LaVine (9)         | Tomáš Satoranský (8)   | Capital One Arena     | 19 - 36 |
| NBA All-Star Game 2020 |            |                     |           |                     |                         |                        |                       |         |
| 56                     | 20 février | Charlotte           | D 93-103  | Thaddeus Young (22) | Thaddeus Young (11)     | Tomáš Satoranský (8)   | United Center         | 19 - 37 |
| 57                     | 22 février | Phoenix             | D 104-112 | Coby White (33)     | Felício, Satoranský (6) | Zach LaVine (5)        | United Center         | 19 - 38 |
| 58                     | 23 février | Washington          | V 126-117 | Coby White (33)     | Trois joueurs (6)       | Tomáš Satoranský (13)  | United Center         | 20 - 38 |
| 59                     | 25 février | Oklahoma City       | D 122-124 | Zach LaVine (41)    | Cristiano Felício (9)   | Tomáš Satoranský (7)   | United Center         | 20 - 39 |
| 60                     | 29 février | @ New York          | D 115-125 | Zach LaVine (26)    | Wendell Carter Jr. (9)  | LaVine, Satoranský (7) | Madison Square Garden | 20 - 40 |

| Match | Date match | Équipe      | Score     | Meilleur marqueur | Meilleur rebondeur      | Meilleur passeur      | Lieux           | Série   |
| ----- | ---------- | ----------- | --------- | ----------------- | ----------------------- | --------------------- | --------------- | ------- |
| 61    | 2 mars     | Dallas      | V 109-107 | Coby White (19)   | Thaddeus Young (9)      | Satoranský, White (5) | United Center   | 21 - 40 |
| 62    | 4 mars     | @ Minnesota | D 108-115 | Coby White (26)   | Wendell Carter Jr. (9)  | Coby White (6)        | Target Center   | 21 - 41 |
| 63    | 6 mars     | Indiana     | D 102-108 | Coby White (26)   | Tomáš Satoranský (8)    | Satoranský, Young (7) | United Center   | 21 - 42 |
| 64    | 8 mars     | @ Brooklyn  | D 107-110 | Otto Porter (23)  | Shaquille Harrison (8)  | Coby White (8)        | Barclays Center | 21 - 43 |
| 65    | 10 mars    | Cleveland   | V 108-103 | Coby White (20)   | Shaquille Harrison (10) | Satoranský, White (5) | United Center   | 22 - 43 |

| Match | Date match | Équipe          | Score | Meilleur marqueur | Meilleur rebondeur | Meilleur passeur | Lieux                      | Série |
| ----- | ---------- | --------------- | ----- | ----------------- | ------------------ | ---------------- | -------------------------- | ----- |
| -     | Annulé     | @ Orlando       |       |                   |                    |                  | Amway Center               | -     |
| -     | Annulé     | @ Miami         |       |                   |                    |                  | American Airlines Arena    | -     |
| -     | Annulé     | Boston          |       |                   |                    |                  | United Center              | -     |
| -     | Annulé     | Miami           |       |                   |                    |                  | United Center              | -     |
| -     | Annulé     | @ San Antonio   |       |                   |                    |                  | AT&T Center                | -     |
| -     | Annulé     | @ Houston       |       |                   |                    |                  | Toyota Center              | -     |
| -     | Annulé     | Denver          |       |                   |                    |                  | United Center              | -     |
| -     | Annulé     | Philadelphie    |       |                   |                    |                  | United Center              | -     |
| -     | Annulé     | New York        |       |                   |                    |                  | United Center              | -     |
| -     | Annulé     | @ Utah          |       |                   |                    |                  | Vivint Smart Home Arena    | -     |
| -     | Annulé     | @ Denver        |       |                   |                    |                  | Pepsi Center               | -     |
| -     | Annulé     | @ Phoenix       |       |                   |                    |                  | Talking Stick Resort Arena | -     |
| -     | Annulé     | @ L.A. Clippers |       |                   |                    |                  | Staples Center             | -     |
| -     | Annulé     | @ L.A. Lakers   |       |                   |                    |                  | Staples Center             | -     |
| -     | Annulé     | Brooklyn        |       |                   |                    |                  | United Center              | -     |
| -     | Annulé     | Orlando         |       |                   |                    |                  | United Center              | -     |
| -     | Annulé     | @ Boston        |       |                   |                    |                  | TD Garden                  | -     |

### Confrontations en saison régulière
| Conférence Est      | Conférence Est                             | Conférence Est                             | Conférence Est                             | Conférence Est                             | Conférence Ouest                           | Conférence Ouest                           | Conférence Ouest                           |
| Division Atlantique | Division Atlantique                        | Division Atlantique                        | Division Atlantique                        | Division Atlantique                        | Division Nord-Ouest                        | Division Nord-Ouest                        | Division Nord-Ouest                        |
| Équipe              | Domicile                                   | Domicile                                   | Extérieur                                  | Extérieur                                  | Équipe                                     | Domicile                                   | Extérieur                                  |
| ------------------- | ------------------------------------------ | ------------------------------------------ | ------------------------------------------ | ------------------------------------------ | ------------------------------------------ | ------------------------------------------ | ------------------------------------------ |
| Boston              | 104-111                                    |                                            | 101-113                                    |                                            | Denver                                     |                                            |                                            |
| Brooklyn            | 111-117                                    |                                            | 118-133                                    | 107-110                                    | Minnesota                                  | 117-110                                    | 108-115                                    |
| New York            | 120-102                                    |                                            | 98-105                                     | 115-125                                    | Oklahoma City                              | 122-124                                    | 106-109                                    |
| Philadelphie        |                                            |                                            | 89-100                                     | 111-118                                    | Portland                                   | 94-117                                     | 103-107                                    |
| Toronto             | 84-108                                     | 92-93                                      | 102-129                                    |                                            | Utah                                       | 98-102                                     |                                            |
|                     | 1-4                                        | 1-4                                        | 0-8                                        | 0-8                                        |                                            | 1-3                                        | 0-3                                        |
| Division            | 1-12                                       | 1-12                                       | 1-12                                       | 1-12                                       | Division                                   | 1-6                                        | 1-6                                        |
| Division Centrale   | Division Centrale                          | Division Centrale                          | Division Centrale                          | Division Centrale                          | Division Pacifique                         | Division Pacifique                         | Division Pacifique                         |
| Équipe              | Domicile                                   | Domicile                                   | Extérieur                                  | Extérieur                                  | Équipe                                     | Domicile                                   | Extérieur                                  |
|                     |                                            |                                            |                                            |                                            | Golden State                               | 98-100                                     | 90-104                                     |
| Cleveland           | 118-116                                    | 108-103                                    | 111-117                                    | 118-106                                    | L.A. Clippers                              | 109-106                                    |                                            |
| Detroit             | 112-106                                    | 109-89                                     | 119-107                                    | 108-99                                     | L.A. Lakers                                | 112-118                                    |                                            |
| Indiana             | 105-116                                    | 102-108                                    | 95-108                                     | 106-115 (OT)                               | Phoenix                                    | 104-112                                    |                                            |
| Milwaukee           | 101-115                                    | 102-123                                    | 115-124                                    | 98-111                                     | Sacramento                                 | 81-98                                      | 113-106                                    |
|                     | 4-4                                        | 4-4                                        | 3-5                                        | 3-5                                        |                                            | 1-4                                        | 1-1                                        |
| Division            | 7-9                                        | 7-9                                        | 7-9                                        | 7-9                                        | Division                                   | 2-5                                        | 2-5                                        |
| Division Sud-Est    | Division Sud-Est                           | Division Sud-Est                           | Division Sud-Est                           | Division Sud-Est                           | Division Sud-Ouest                         | Division Sud-Ouest                         | Division Sud-Ouest                         |
| Équipe              | Domicile                                   | Domicile                                   | Extérieur                                  | Extérieur                                  | Équipe                                     | Domicile                                   | Extérieur                                  |
| Atlanta             | 136-102                                    | 116-81                                     | 113-93                                     |                                            | Dallas                                     | 109-107                                    | 110-118                                    |
| Charlotte           | 73-83                                      | 93-103                                     | 125-126                                    | 116-115                                    | Houston                                    | 94-117                                     |                                            |
| Miami               | 108-116                                    |                                            | 105-110 (OT)                               |                                            | Memphis                                    | 106-99                                     | 110-102                                    |
| Orlando             |                                            |                                            | 95-103                                     |                                            | New Orleans                                | 119-125                                    | 108-123                                    |
| Washington          | 115-106                                    | 126-117                                    | 110-109 (OT)                               | 114-126                                    | San Antonio                                | 110-109                                    |                                            |
|                     | 4-3                                        | 4-3                                        | 3-5                                        | 3-5                                        |                                            | 3-2                                        | 1-2                                        |
| Division            | 7-8                                        | 7-8                                        | 7-8                                        | 7-8                                        | Division                                   | 4-4                                        | 4-4                                        |
| Conférence          | 15-28 (Domicile : 9-11; Extérieur : 6-17)  | 15-28 (Domicile : 9-11; Extérieur : 6-17)  | 15-28 (Domicile : 9-11; Extérieur : 6-17)  | 15-28 (Domicile : 9-11; Extérieur : 6-17)  | Conférence                                 | 7-15 (Domicile : 5-9; Extérieur : 2-6)     | 7-15 (Domicile : 5-9; Extérieur : 2-6)     |
| Total               | 22-43 (Domicile : 14-20; Extérieur : 8-23) | 22-43 (Domicile : 14-20; Extérieur : 8-23) | 22-43 (Domicile : 14-20; Extérieur : 8-23) | 22-43 (Domicile : 14-20; Extérieur : 8-23) | 22-43 (Domicile : 14-20; Extérieur : 8-23) | 22-43 (Domicile : 14-20; Extérieur : 8-23) | 22-43 (Domicile : 14-20; Extérieur : 8-23) |

## Classements
| Conférence Est | Conférence Est         | Conférence Est | Conférence Est | Conférence Est | Conférence Est | Conférence Est | Conférence Est |
| No             | Franchise              | Vic.           | Déf.           | MJ             | V/D            | GB             |                |
| -------------- | ---------------------- | -------------- | -------------- | -------------- | -------------- | -------------- | -------------- |
| 1              | Bucks de Milwaukee     | 56             | 17             | 73             | .767           | –              |                |
| 2              | Raptors de Toronto     | 53             | 19             | 72             | .736           | 2.5            |                |
| 3              | Celtics de Boston      | 48             | 24             | 72             | .667           | 7.5            |                |
| 4              | Pacers de l'Indiana    | 45             | 28             | 73             | .616           | 11             |                |
| 5              | Heat de Miami          | 44             | 29             | 73             | .603           | 12             |                |
| 6              | 76ers de Philadelphie  | 43             | 30             | 73             | .589           | 13             |                |
| 7              | Nets de Brooklyn       | 35             | 37             | 72             | .486           | 20.5           |                |
| 8              | Magic d'Orlando        | 33             | 40             | 73             | .452           | 23             |                |
|                |                        |                |                |                |                |                |                |
| 9              | Wizards de Washington¹ | 25             | 47             | 72             | .347           | 30.5           |                |
| 10             | Hornets de Charlotte   | 23             | 42             | 65             | .354           | 29             |                |
| 11             | Bulls de Chicago       | 22             | 43             | 65             | .338           | 30             |                |
| 12             | Knicks de New York     | 21             | 45             | 66             | .318           | 31.5           |                |
| 13             | Pistons de Détroit     | 20             | 46             | 66             | .303           | 32.5           |                |
| 14             | Hawks d'Atlanta        | 20             | 47             | 67             | .299           | 33             |                |
| 15             | Cavaliers de Cleveland | 19             | 46             | 65             | .292           | 33             |                |

| Division Centrale      | V  | D  | MJ | V/D  | GB   | Dom   | Ext   | Div  |
| ---------------------- | -- | -- | -- | ---- | ---- | ----- | ----- | ---- |
| Bucks de Milwaukee     | 56 | 17 | 73 | .767 | –    | 30–5  | 26–12 | 13–1 |
| Pacers de l'Indiana    | 45 | 28 | 73 | .616 | 11   | 25–11 | 20–17 | 8–7  |
| Bulls de Chicago       | 22 | 43 | 65 | .338 | 30   | 14–20 | 8–23  | 7–9  |
| Pistons de Détroit     | 20 | 46 | 66 | .303 | 32.5 | 11–22 | 9–24  | 5–10 |
| Cavaliers de Cleveland | 19 | 46 | 65 | .292 | 33   | 11–25 | 8–21  | 4–10 |

## Effectif

### Effectif
| Bulls de Chicago Effectif actuel                               |    |                        |                      |                |
| Entraîneur : Jim Boylen                                        |    |                        |                      |                |
| Meneur / Arrière                                               | 51 | Drapeau des États-Unis | Ryan Arcidiacono     | Villanova      |
| Pivot                                                          | 34 | Drapeau des États-Unis | Wendell Carter Jr.   | Duke           |
| Meneur                                                         | 32 | Drapeau des États-Unis | Kris Dunn            | Providence     |
| Pivot                                                          | 6  | Drapeau du Brésil      | Cristiano Felício    | Flamengo       |
| Ailier fort / Pivot                                            | 12 | Drapeau des États-Unis | Daniel Gafford (R)   | Arkansas       |
| Meneur                                                         | 3  | Drapeau des États-Unis | Shaquille Harrison   | Tulsa          |
| Ailier                                                         | 15 | Drapeau des États-Unis | Chandler Hutchison   | Boise State    |
| Ailier fort / Pivot                                            | 2  | Drapeau des États-Unis | Luke Kornet          | Vanderbilt     |
| Arrière                                                        | 8  | Drapeau des États-Unis | Zach LaVine          | UCLA           |
| Ailier fort / Pivot                                            | 24 | Drapeau de la Finlande | Lauri Markkanen      | Arizona        |
| Arrière                                                        | 20 | Drapeau de la France   | Adam Mokoka (R) (TW) | KK Mega Leks   |
| Ailier / Ailier fort                                           | 22 | Drapeau des États-Unis | Otto Porter          | Georgetown     |
| Meneur / Arrière                                               | 31 | Drapeau de la Tchéquie | Tomáš Satoranský     | FC Barcelone   |
| Arrière                                                        | 28 | Drapeau des États-Unis | Max Strus (R) (TW)   | DePaul         |
| Arrière / Ailier                                               | 45 | Drapeau des États-Unis | Denzel Valentine     | Michigan State |
| Meneur / Arrière                                               | 0  | Drapeau des États-Unis | Coby White (R)       | North Carolina |
| Ailier fort                                                    | 21 | Drapeau des États-Unis | Thaddeus Young       | Georgia Tech   |
| (C) - Capitaine, (R) - Rookie, (TW) - Two-way contract, Blessé |    |                        |                      |                |